# Lac Kutcharo
Le lac Kutcharo (クッチャロ湖, Kutcharo-ko) est un lac d'eau douce du Japon, situé dans le Nord de l'île de Hokkaidō.

## Description
Le lac Kutcharo se compose de deux petits lacs connectés, le plus petit au nord appelé Konuma (小沼) et le plus grand au sud appelé Ōnuma (大沼). La rivière Kutcharo relie ce dernier à la mer d'Okhotsk, à environ 3 km à l'est.
Le lac a été désigné le 6 juillet 1989 en tant que site Ramsar.

## Faune
Le lac est peuplé en automne et au printemps :
- de 16 000 à 22 000 cygnes de Bewick,
- de 50 000 à 60 000 canards[2].